# カスパー・ラーセン
カスパー・ラーセン（Kasper Larsen、1993年1月25日 - ）は、デンマーク出身のプロサッカー選手。MOLフェヘールヴァールFC所属。ポジションはDF。

## 経歴

### クラブ
オーデンセBKのアカデミーで育成され、2011-12シーズンにプロデビュー。
2015年2月、カザフスタンのFCアスタナに1シーズンのレンタルで加入。しかし出場機会が全くなく、7月にレンタルを打ち切りオーデンセに復帰した。
2015年8月、FCフローニンゲンに移籍。
2018年8月、スウェーデンのIFKノルシェーピンへ移籍。

### 代表
ユース年代からデンマーク代表に選出されている。

## 代表歴
- デンマークU-16
- デンマークU-17
- デンマークU-18
- デンマークU-19
- デンマークU-20
- デンマークU-21
  - 2016年リオデジャネイロオリンピック

## タイトル
アスタナ
- カザフスタン・スペルクボグィ (1): 2015